# Wasted Spark

Schaltbild der Wasted-Spark-Zündung des Citroën 2CV: Batterie, Pluspol, Anzeigelampe, Zündschloss, Primärwicklung der Zündspule, Kondensator, Unterbrecher. Unter der Primärwicklung Sekundärwicklung der Zündspule und Zündkerzenpaar.

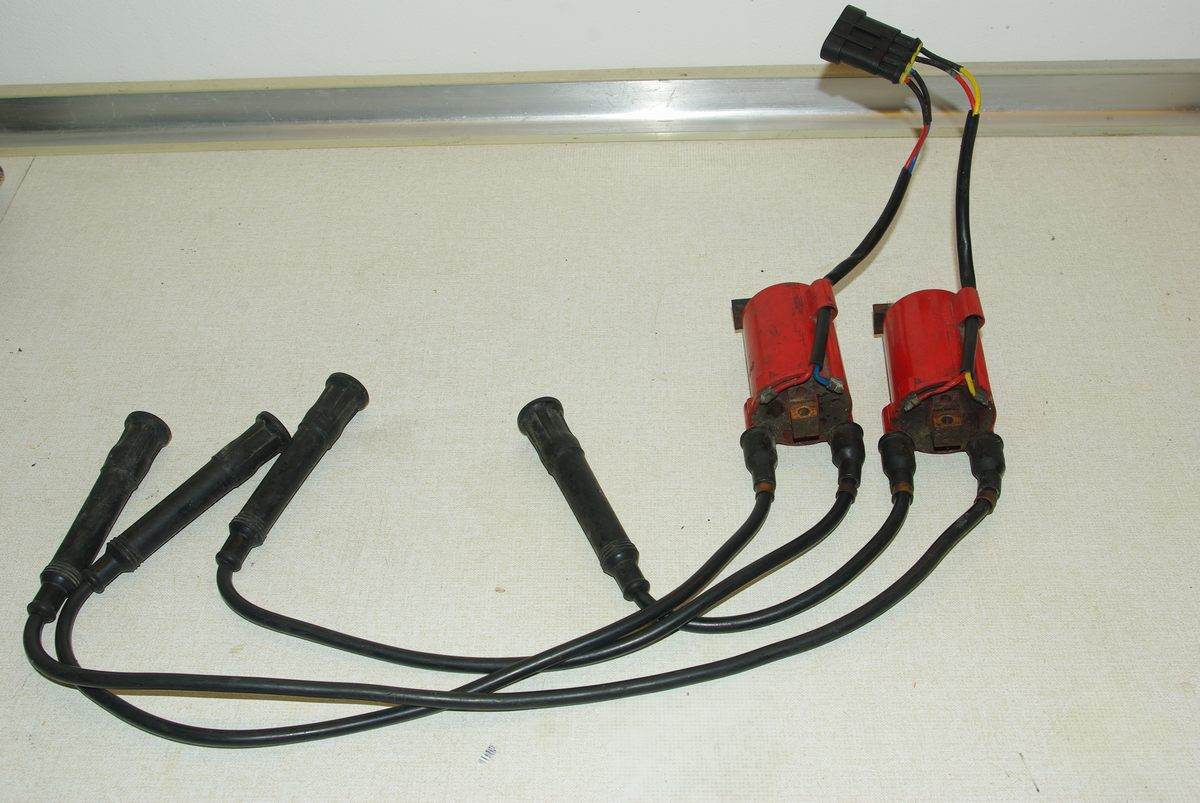
Zündspulen eines Ford Escort RS1600i von 1981

Als Wasted Spark (englisch „verschwendeter Funke“) wird eine Zündungsart bei Verbrennungsmotoren bezeichnet, bei der die Zündkerzen in zwei Zylindern gleichzeitig kurz vor dem oberen Totpunkt (OT) zünden, einmal am Ende der Kompression und gleichzeitig im anderen Zylinder während der Ausstoßphase. Die Zündkerzen sind über den Metallkörper des Zylinderkopfs in Reihe geschaltet und teilen sich eine Zündspule, deren Sekundärwicklung nicht mit dem Massepotential des Fahrzeugs (wie bei normalen Zündspulen üblich) verbunden sein darf. Der Zündverteiler entfällt, wenn für je zwei Zylinder eine Spule eingebaut ist. Diese Technik wird meist bei ruhenden Zündanlagen verwendet. Die zweite Zündung im Ausstoßtakt hat im Normalfall keinen Einfluss auf die Motorleistung, da zu diesem Zeitpunkt dort kein zündfähiges Gemisch vorliegt. Bei schlechter Gemischaufbereitung, verstellten Steuerzeiten oder unvollständiger Verbrennung durch einen sonstigen Grund kann jedoch im Fehlerfall ein zündfähiges Gemisch entstehen, was zu Fehlzündungen (Auspuffknallen) führen kann.
Ab den 1980er und verstärkt ab den 1990er Jahren haben die Fahrzeughersteller die weitverbreiteten Zündanlagen mit mechanischen Zündverteilern durch die wesentlich moderneren Wasted-Spark-Zündungen ersetzt. In jüngerer Vergangenheit wurde diese Zündungsart zunehmend durch Zündanlagen mit Einzelzündspulen verdrängt.